# Jaina (Messico)

Jaina e altri siti importanti dell'Età Classica.

Jaina è un sito archeologico pre-colombiano della civiltà Maya situato nello stato messicano del Campeche. Jaina è una piccola isola calcarea presso la costa della penisola dello Yucatán nel golfo del Messico, dove si trova un luogo funerario Maya, noto per il gran numero di figurine in ceramica ritrovatevi.

## Il sito
Sia l'isola Jaina che l'isola Piedras (Isla Piedras) furono siti di piccole città e villaggi. Jaina venne abitata a partire da circa il 300 d.C., e continuò a fiorire fino all'abbandono avvenuto intorno al 1200. Le rovine odierne sono un paio di piazze e un campo di gioco.
Vi sono 20.000 tombe, e oltre 1000 sono state riportate alla luce. In ogni tomba i resti umani sono accostati da oggetti in vetro, pietra e vasellame, oltre a figurine in ceramica che giacciono sul petto del morto o nelle sue mani.
Il nome della necropoli probabilmente deriva dalla frase maya yucateca hail na, che significa "casa acquosa". La sua posizione occidentale rispetto alla penisola potrebbe essere correlata, come significato, al sole che tramonta, e quindi alla morte. 
La maggior parte delle persone sepolte probabilmente veniva dalle regioni di Edzná, Chenes, e Puuc.

## Figurine in stile Jaina

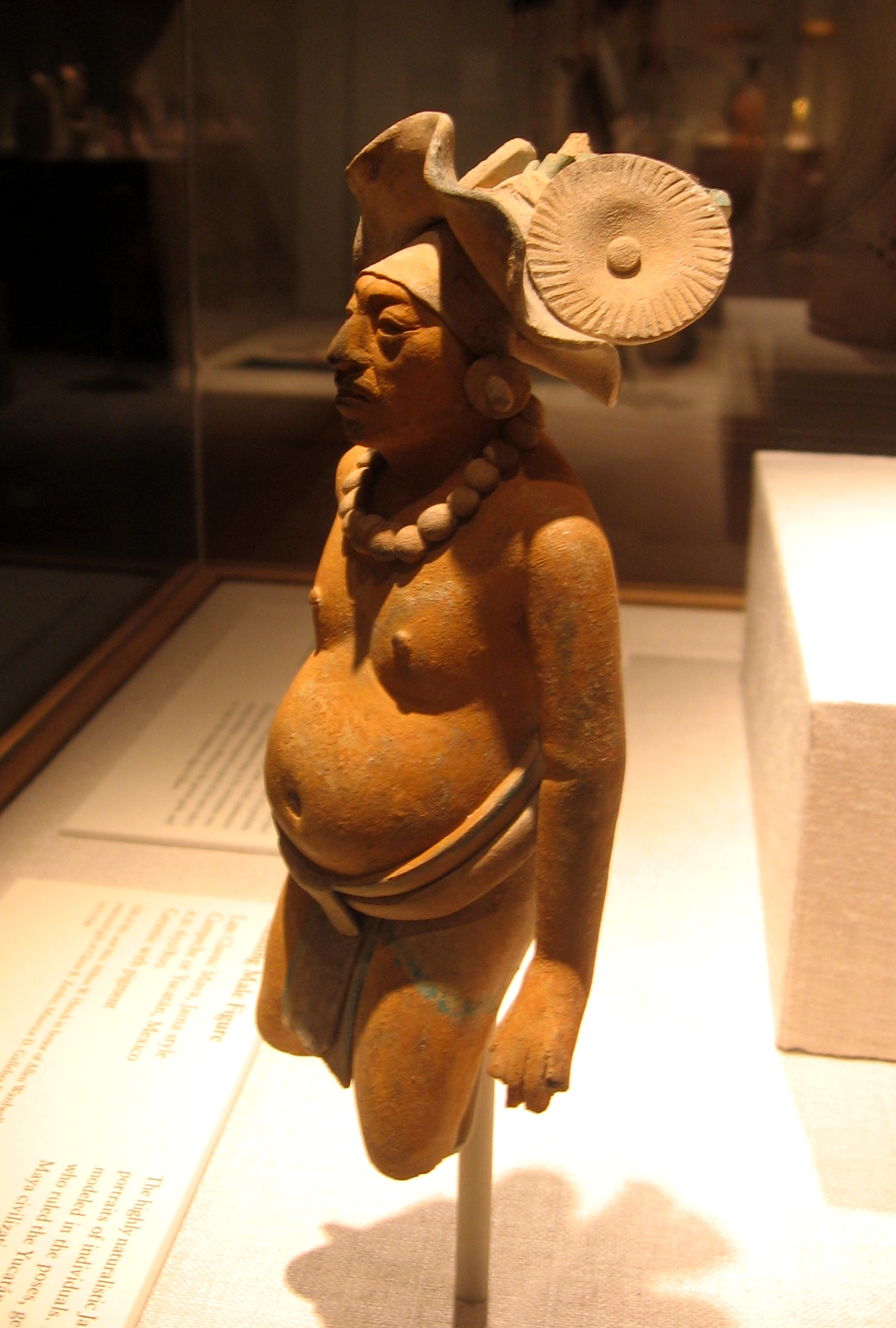
Figurina fatta a mano risalente al 650-800.

Le figurine più antiche nella zona sono dettagliate e "in genere considerate come l'arte in figura migliori nelle Americhe antiche". Sia figure solide che cave sono state ritrovate, e queste ultime sono le più diffuse e possiedono un apparato interno che funziona come un fischietto, oppure hanno delle palline di argilla che producono il suono di un sonaglio. Non si conosce lo scopo dei fischietti e dei sonagli.
Fatte in argilla e originalmente colorate in sfumature di ocra e blu, le figurine sono alte da 25 a 65 cm, raramente di più.
Tutte le figurine di Jaina sembrano essere state prodotte per accompagnare i morti nella tomba. A causa dello spazio ridotto poche di queste figurine sono state prodotte sull'isola, e la maggior parte potrebbe provenire da Jonuta.
Le figurine danno una idea sugli usi e i costumi della gente nobile Maya del periodo tardo classico.
I dettagli mostrati nelle figurine della fasi precedenti hanno spinto un ricercatore a dichiarare che esse "rappresentano dei saggi di raffigurazione", mentre un altro aggiunge che le figure "descrivono l'età, lo status sociale e l'espressione in modo fedele". Fino ad ora non è stato possibile determinare chi siano i soggetti rappresentati.
Per esempio non è possibile associare le figure con il posto di sepoltura in cui giacciono. Il sesso rappresentato nelle figure sembra corrispondere solo casualmente al sesso del defunto—figurine femminili accompagnano morti maschili e viceversa.
Certe figure sembrano rappresentare delle divinità, oppure miti e leggende.

### Fasi cronologiche
In un articolo pubblicato nel 1975, Christopher Corson ha ipotizzato tre fasi basandosi sul metodo di produzione delle figurine:
Fase I 		600 - 800 d.C.
Fase II 		800 - 1000 d.C.
Fase di Campeche 	1000 - 1200 d.C.
Anche se le date proposte variano a seconda del ricercatore che le propone, queste divisioni sono utili ad analizzare i cambiamenti nei metodi di produzione dei manufatti e dei cambiamenti culturali associati.
Quasi tutte le figure della prima fase sono modellate a mano, con del pigmento applicato dopo l'indurimento dell'argilla, e mostrano la maggior complessità in forgiatura. 
La seconda fase è caratterizzata dalla creazione delle figurine tramite stampi. Le figurine stampate venivano in seguito incise e decorate con strisce di argilla. Con l'uso di questa tecnica vennero create molte più figurine, che però non mostravano l'innovazione, la creatività e la complessità delle figure della prima fase.
La fase di Campeche venne segnata dalla quasi completa adozione della forgiatura delle figure, spesso sbiancate, che rappresentano una donna in piedi con braccia alzate. Il soggetto, considerato essere le dee Xochiquetzal o Ix Chel, è prevalente nella fase e le figure che le rappresentano sono in quantità molto maggiore rispetto a tutte le altre assieme, suggerendo che il costume delle sepolture era giunto assieme a nuove ideologie, probabilmente importate nella zona.

## Galleria d'immagini

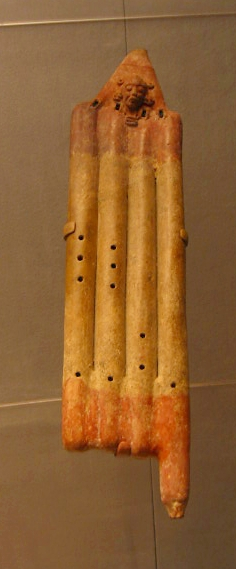
Flauto di ceramica.
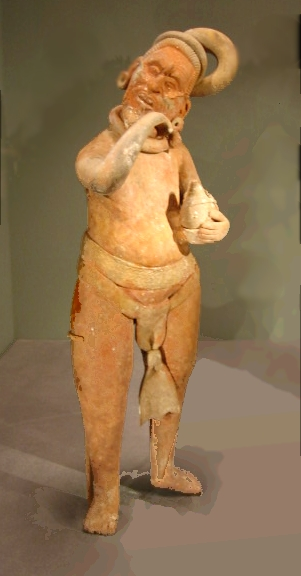
Rappresentazione di un ubriaco, 400 - 800.
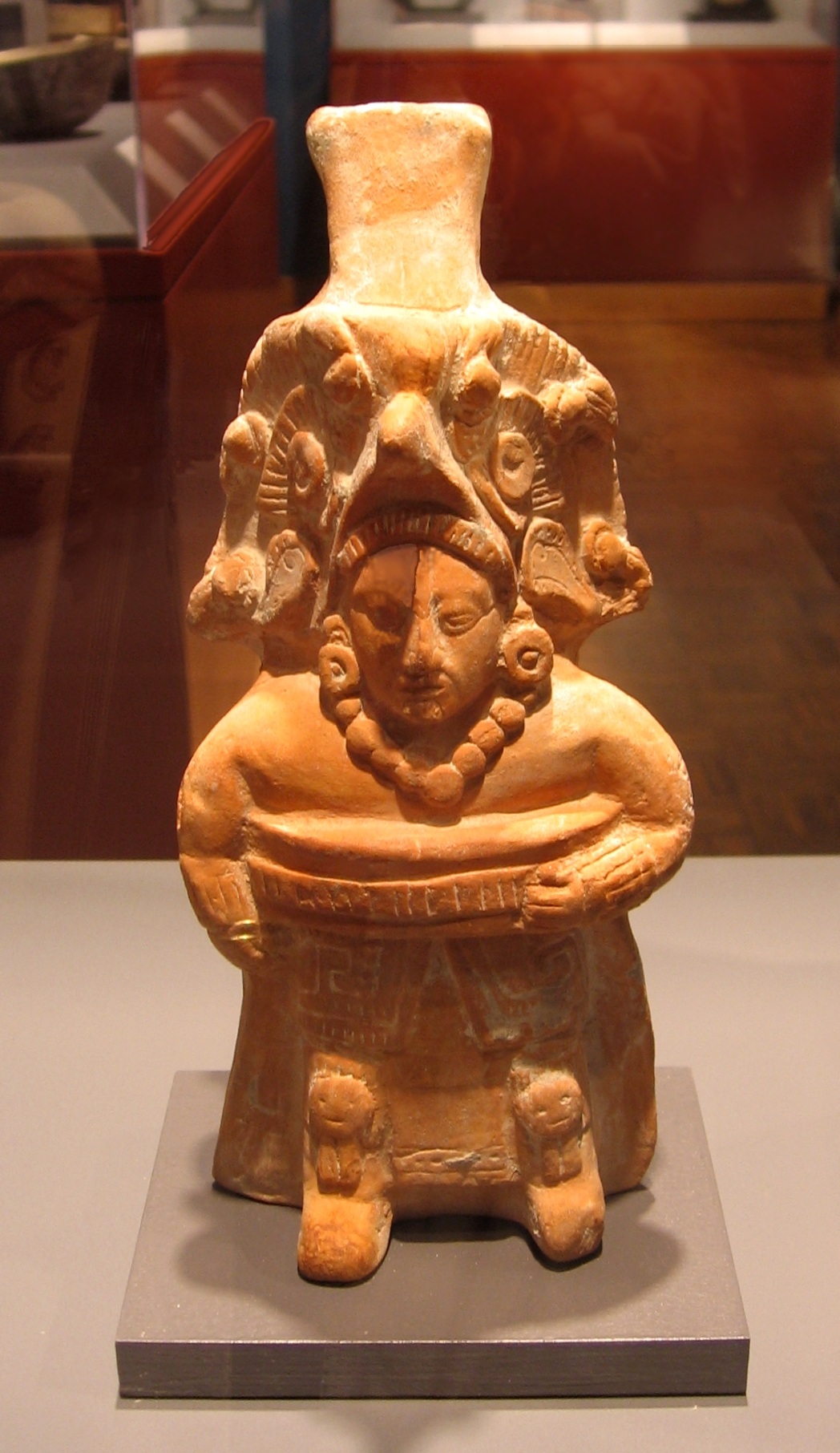
Un giocatore di tlachtli. Come altre figure, funziona anche come fischietto. 600 - 900.
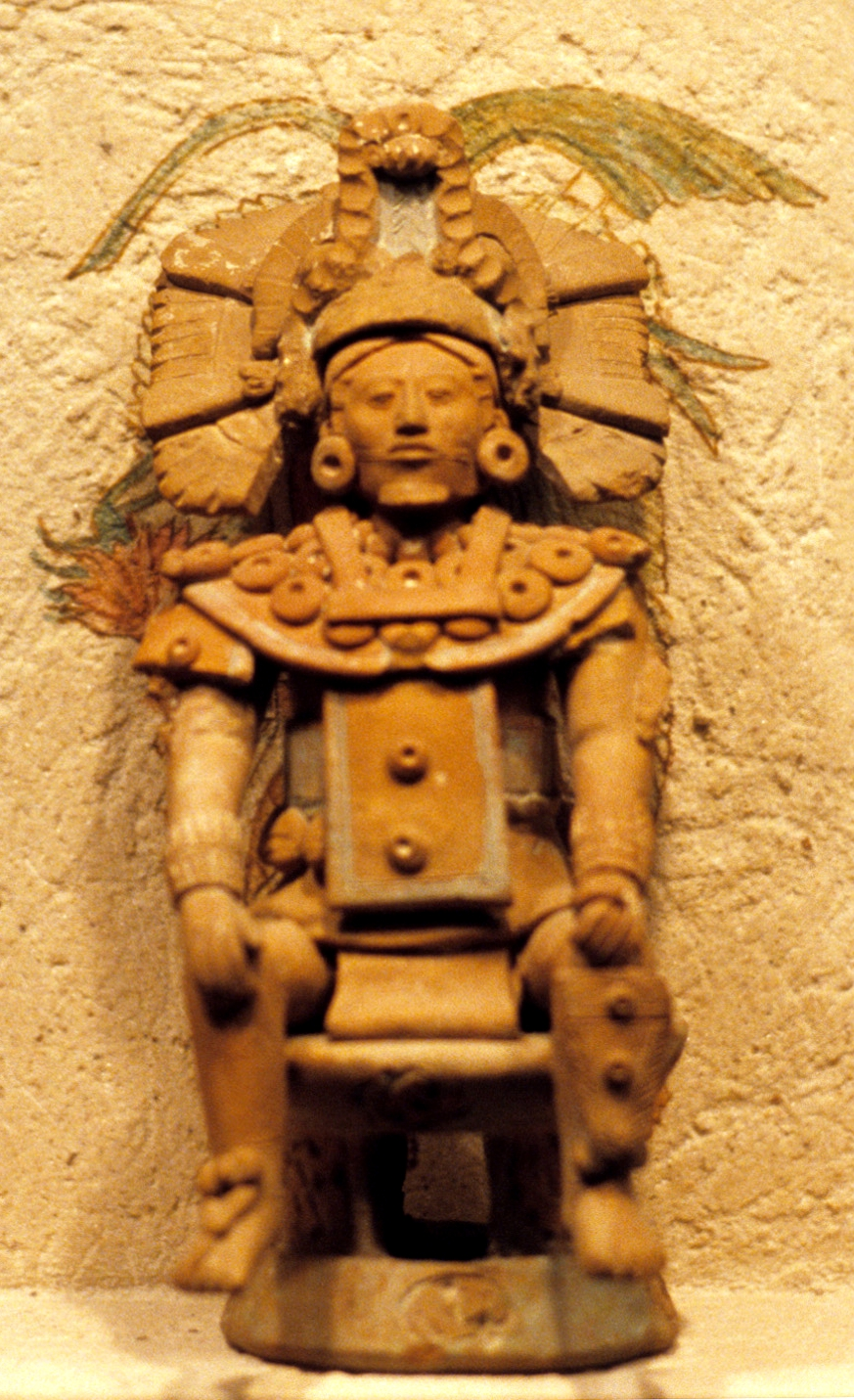
Figurina fatta a mano che rappresenta un uomo.
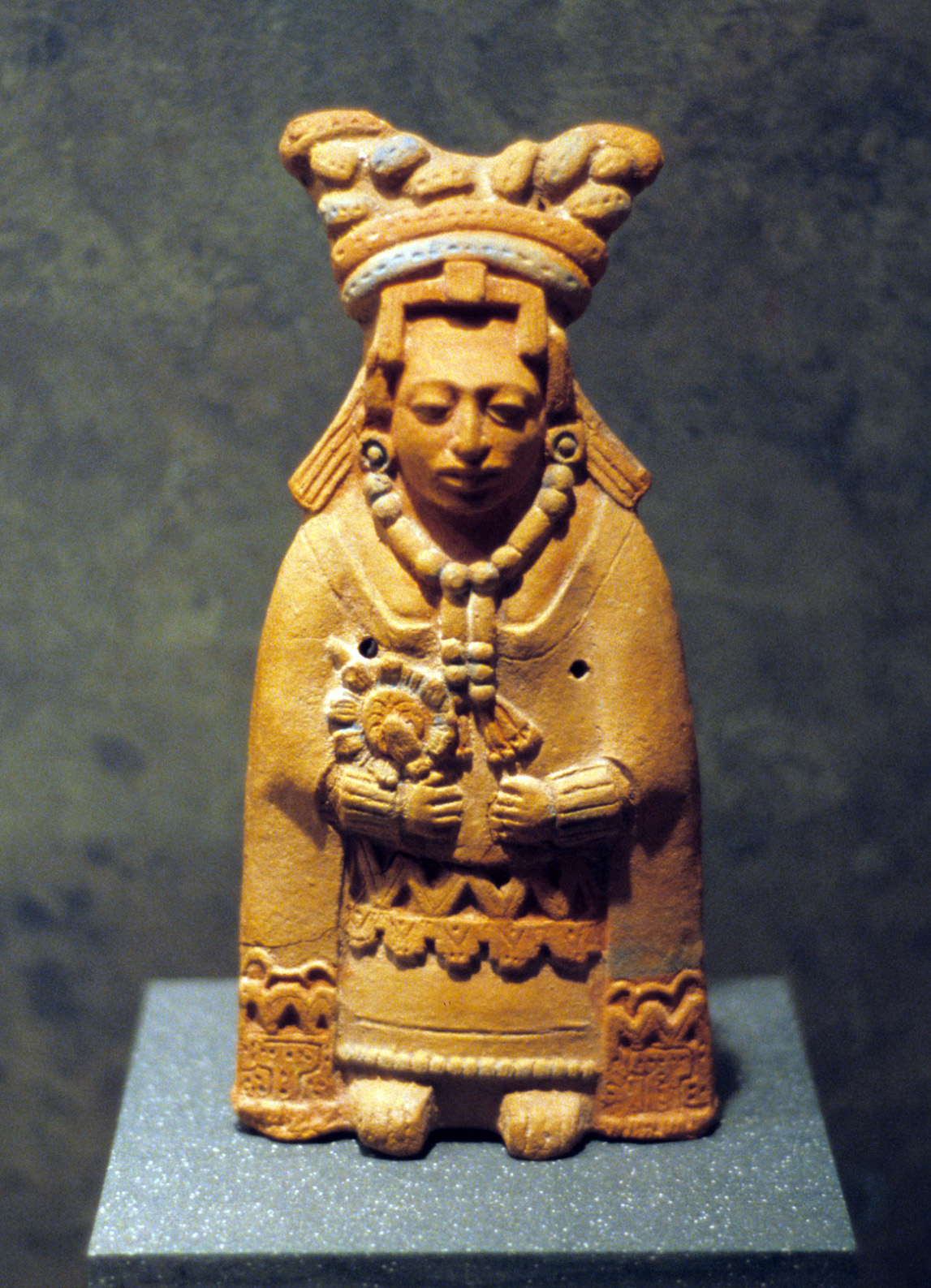
Figurina che rappresenta una donna.